# Google Earth
Google Earth es un sistema de información geográfica que muestra un globo terráqueo virtual basado en imágenes satelitales, el cual permite visualizar múltiples relieves. En adición, permite la creación de entidades de puntos, líneas, polígonos y mapas.  
El mapa de Google Earth está compuesto por una superposición de imágenes obtenidas por imágenes satelitales, fotografías aéreas, información geográfica proveniente de modelos de datos SIG de todo el mundo y modelos creados por computadora. El programa está disponible en varias licencias, pero la versión gratuita es la más popular, disponible para dispositivos móviles, tabletas y computadoras personales.
La primera versión de Google Earth fue lanzada en 2005 y actualmente está disponible en PC para Windows, Mac y Linux. Google Earth también está disponible como plugin para visualizarse desde el navegador web. En 2013 Google Earth se había convertido en el programa más popular para visualizar cartografía, con más de mil millones de descargas.
Muchos usuarios utilizan la aplicación para agregar sus propios datos, haciéndolos disponibles mediante varias fuentes, tales como el Bulletin Board Systems o blogs. Google Earth es capaz de mostrar diferentes capas de imagen encima de la base y es también un cliente válido para un Web Map Service. Google Earth soporta datos geoespaciales tridimensionales mediante los archivos Keyhole Markup Language o .kml.

## Desarrollo (TerraVision)
En un principio EarthViewer 3D era un programa de pago hasta que el 27 de octubre de 2004 fue comprado por Google. El 21 de mayo de 2005 EarthViewer 3D pasó a llamarse Google Earth. En junio de 2005 la principal novedad era, aparte del cambio de nombre y de dueño, que el programa disponía de una versión gratuita (a diferencia de EarthViewer 3D, que era de pago en todas sus versiones aunque era posible contar con una versión de prueba por tiempo limitado).
En este programa también se incorpora Maps, que sirve para encontrar calles, avenidas y negocios 
.

## Google Street View
En este apartado, habilitado en capas en la versión 4.3, y hasta la versión 6.0.2, se pueden observar fotos esféricas a pie de calle de varias ciudades y lugares del mundo. La experiencia comenzó con ciudades estadounidenses y se fue expandiendo a diversas ciudades, aldeas, áreas turísticas, zonas rurales y muchos otros lugares de América, Europa, África, Asia, Oceanía y la isla Media luna en la Antártida.

## La Luna, Marte y el Hubble
Las últimas versiones (5.0) de Google Earth permiten al usuario ver imágenes en 3D de la Luna y del planeta Marte:
1. Hacer visitas guiadas por los lugares de aterrizaje, narradas por los astronautas del Programa Apolo.
2. Ver modelos 3D de las naves de las misiones espaciales.
3. Ver fotografías en 360 grados y descubrir detalles como las huellas de los astronautas.
4. Ver imágenes de televisión inéditas de las misiones del Programa Apolo.

- Con la función de Marte de Google Earth, podrás:

1. Ver imágenes descargadas por la NASA hace solo unas horas en la capa de en vivo desde Marte.
2. Realizar una visita interactiva a Marte.
3. Visualizar modelos 3D de los vehículos exploradores y seguir sus recorridos
4. Ver vistas panorámicas de 360 grados de alta resolución.
5. Buscar lugares famosos del paisaje marciano, como la cara de Marte o el Monte Olimpo.

- El telescopio Hubble Puesto en órbita en el año 1990:

El telescopio Hubble de la NASA permite través de esta aplicación observar las 20 imágenes favoritas del Space Telescope Science Institute.

## Versiones
El programa Google Earth está disponible en varias versiones:
- Según el nivel de prestaciones: éstas se dividen en dos versiones de pago y una versión gratuita.

- Según el sistema operativo: Google provee versiones para Windows (XP y 2000) y, la novedad de 2006, es la versión para sistema operativo Mac OS. El 12 de junio de 2006, Google lanzó la primera versión (Beta 4) de Google Earth para Linux.

- La versión de Google, 4.x, tiene un componente que permite que se visualice en cualquier sistema operativo, se denomina QT4, producto de una empresa neerlandesa.

- La versión 5 permitió la exploración tridimensional del fondo de los océanos, agregando, a su vez, animación de movimiento de agua superficial en mares y océanos. A este respecto se agregó también una capa específica de información.

- La versión 6.0.0.1735 beta permite una mejor integración de Google Street View en Google Earth. Se agregan árboles en tres dimensiones para algunas ciudades de los Estados Unidos, Europa y Japón. También se agilizó el acceso a las imágenes históricas (donde las hubiere).

- La última versión (6.2) integra la posibilidad de iniciar sesión con la cuenta de Google, guardar los datos guardados en Google Earth y compartir las fotos tomadas en Google+.

## Características
Google Earth permite introducir el nombre de un hotel, colegio o calle y obtener la dirección exacta,un plano o vista del lugar. También se pueden visualizar imágenes vía satélite del planeta. También ofrece características 3D como dar volumen a valles y montañas, y en algunas ciudades incluso se han modelado los edificios. La forma de moverse en la pantalla es fácil e intuitiva, con cuadros de mando sencillos y manejables.
Además, es posible compartir con otros usuarios enlaces, medir distancias geográficas, ver la altura de las montañas, ver fallas o volcanes y cambiar la vista tanto en horizontal como en vertical.
Google Earth también dispone de conexión con GPS (Sistema de Posicionamiento Global), alimentación de datos desde fichero y base de datos en sus versiones de pago.
También tiene un simulador de vuelo de Google Earth bastante real con el que se puede sobrevolar cualquier lugar del planeta.
La versión 4 ha incorporado notables mejoras:
- Interfaz en inglés, español, francés y alemán.
- Tener relación con SketchUp, un programa de modelaje 3D desde el cual se pueden subir modelos 3D de edificios a Google Earth.
- Panel de mandos que interfiere más discreto y gana en espacio para la visualización de imágenes.
- Mejoras que permiten ver imágenes en 3D "texturizadas" (superficies más realistas, ventanas, ladrillos...)
- Versión en los tres sistemas operativos más importantes para computadores personales (Windows, Linux, y MAC)
- Inclusión de enlaces a los artículos de la Wikipedia en inglés en ciudades, monumentos, accidentes geográficos y otros puntos de interés.

| Atributo                                                                                            | Google Normal | Google Pro | Google Enterprise |
| --------------------------------------------------------------------------------------------------- | ------------- | ---------- | ----------------- |
| Precio USD                                                                                          | Gratis        | Gratis     | Gratis            |
| Forma de pago                                                                                       | ----          | ---        |                   |
| Calidad imagen en pantalla                                                                          | Igual         | Igual      | Igual             |
| World Geodetic System of 1984 (WGS84) datum                                                         | Igual         | Igual      | Igual             |
| Superposición de imágenes                                                                           | Sí            | Sí         | Sí                |
| Imágenes 3D                                                                                         | Sí            | Sí         | Sí                |
| UTM                                                                                                 | Sí            | Sí         | Sí                |
| Mejor resolución al imprimir                                                                        | No            | Sí         | Sí                |
| Leer GPS Magellan y Garmin                                                                          | No            | Sí         | Sí                |
| Importar hojas de cálculo con ubicación de casas (conjuntos)                                        | No            | Sí         | Sí                |
| Actualizada, hay herramientas de medición adicionales (pies cuadrados, millas, acres, radios, etc.) | No            | Sí         | Sí                |
| Posibilidad de grabar video                                                                         | No            | Sí         | Sí                |
| Interacción con sistemas GIS                                                                        | No            | Sí         | Sí                |
| Posibilidad de integración más completa con sistemas ad hoc                                         | No            | No         | Sí                |

## Edificios 3D

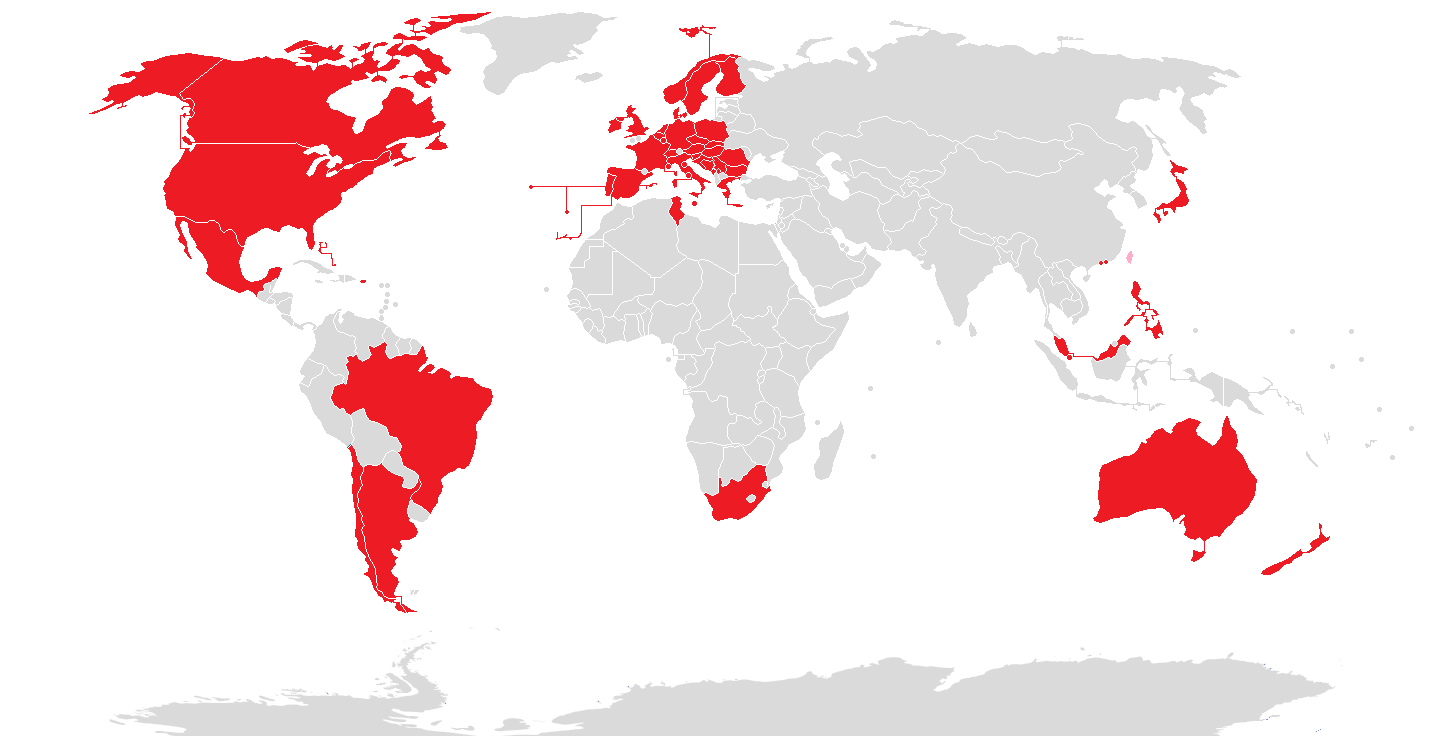
Países con cobertura 3D en Google Earth a partir de noviembre de 2019.
Países con cobertura 3D.
Países con cobertura 3D anterior.

Google Earth permite visualizar una capa donde se encuentran modelos de edificios y construcciones que se pueden ver en su forma tridimensional.
Inicialmente, los modelos 3D existentes en Google Earth eran creados por lo general por usuarios de todo el mundo con la herramienta Google SketchUp o Google Building Maker. Actualmente, cualquier persona puede agregar modelos a Google Earth. Estos edificios virtuales son exportados después a la extensión nativa de Google Earth kmz, y están sujetos a aprobación por parte de Google. Una vez aprobados son publicados a través de la capa edificios en 3D.
Sin embargo, durante 2013 comenzaron a introducirse ciudades reproducidas automáticamente con ayuda de tecnología LIDAR, partiendo de capturas aéreas. De este modo se consigue reconstruir la fisionomía completa de la ciudad de una manera más homogénea y fotorrealista en vistas no demasiado cercanas. A partir del 1 de octubre de 2013 Google prescindirá de los modelos que realicen los usuarios, para incorporar su tecnología LIDAR a todas las regiones del mundo. Las zonas disponibles actualmente integran ciudades y sus alrededores son las siguientes:

### Países con zonas disponibles
| País                            | Zonas |
| ------------------------------- | --- |
| Bandera de Albania              | Durres, Elbasan, Fier, Shkoder, Tirana, Vlore |
| Bandera de Alemania             | Aquisgrán, Augsburgo, Bamberg, Bayreuth, Berlín, Bielefeld, Bochum, Bonn, Bremen, Brunswick, Chemnitz, Coblenza, Colonia, Dachau, Darmstadt, Dortmund, Dresde, Duisburgo, Düsseldorf, Erfurt, Erlangen, Espira, Essen, Flensburgo, Fráncfort del Meno, Friburgo de Brisgovia, Fürth, Gelsenkirchen, Gotinga, Halle, Hamburgo, Hannover, Heidelberg, Ingolstadt, Kaiserslautern, Kassel, Karlsruhe, Kiel, Krefeld, Leipzig, Leverkusen, Lörrach, Lübeck, Magdeburgo, Maguncia, Mannheim, Mönchengladbach, Múnich, Munster, Núremberg, Osnabrück, Passau, Paderborn, Potsdam, Ratisbona, Rostock, Salzgitter, Saarbrücken, Sandhausen, Sarrebruck, Stuttgart, Ulm, Unterhaching, Wiesbaden, Wolfsburgo, Wurzburgo, Zwickau |
| Bandera de Argentina            | Buenos Aires, Córdoba, La Plata, Mar del Plata, Rosario, Salta, San Juan, San Miguel de Tucumán, Santa Fe |
| Bandera de Australia            | Adelaida, Brisbane, Canberra, Melbourne, Newcastle, Gold Coast, Perth, Sídney, Cronulla, Parramatta, La Perouse, Manly |
| Bandera de Austria              | Bregenz, Dornbirn, Graz, Innsbruck, Klagenfurt, Linz, Salzburgo, Steyr, Traun, Viena, Wels |
| Bandera de Bahamas              | Nasáu |
| Bandera de Bélgica              | Amberes, Brujas, Bruselas, Charleroi, Gante, Lieja, Lovaina, Mons |
| Bandera de Brasil               | Aparecida de Goiana, Belén, Belo Horizonte, Brasilia, Cuiabá, Curitiba, Florianópolis, Fortaleza, Goiânia, João Pessoa, Joinville, Maceio, Manaos, Natal, Niterói, Nova Iguaçu, Porto Alegre, Recife, Río de Janeiro, Salvador de Bahía, São Luís, São Paulo, Santos, Vila Velha, Vitória, Gama, Cariacica |
| Bandera de Bosnia y Herzegovina | Bosanski Brod |
| Bandera de Bulgaria             | Blagoevgrad, Dobrich, Haskovo, Montana, Pleven, Plovdiv, Ruse, Sliven, Sofía, Stara Zagora, Varna, Yambol |
| Bandera de Canadá               | Calgary, Edmonton, Gran Sudbury, Halifax, Kingston, London, Moncton, Montreal, Quebec, Ottawa, Regina, Saint John, Saskatoon, Sherbrooke, Thunder Bay, Toronto, Vancouver, Victoria, Windsor, Winnipeg |
| Bandera de Chile                | Concepción, Temuco, San Pedro de la Paz, Hualpén, Talcahuano, Padre Las Casas, Buin, Calera de Tango, Cerrillos, Cerro Navia, Colina, Conchalí, El Bosque, Estación Central, Huechuraba,Independencia, Lampa, La Cisterna, La Florida, La Granja, La Pintana, La Reina, Las Condes, Lo Barnechea, Lo Espejo, Lo Prado, Macul, Maipú, Ñuñoa, Padre Hurtado, Paine, Pedro Aguirre Cerda, Peñaflor, Peñalolén, Pirque, Providencia, Pudahuel, Puente Alto, Quilicura, Quinta Normal, Recoleta, Renca, San Bernardo, San Joaquín, San Miguel, San Ramón, Santiago, Vitacura, Peñaflor, Padre Hurtado. |
| Bandera de Ciudad del Vaticano  | Ciudad del Vaticano |
| Bandera de Croacia              | Zagreb, Osijek, Pula, Rijeka, Trogir, Slavonski Brod, Split, Zadar |
| Bandera de Dinamarca            | Aalborg, Aarhus, Copenhague, Esbjerg, Odense, Vejle |
| Bandera de Eslovaquia           | Bratislava |
| Bandera de Eslovenia            | Liubliana |
| Bandera de España               | Adeje, Albacete, Algeciras, Alicante, Benidorm, Almería, Badajoz, Bailén, área metropolitana de Barcelona, Bayona, Benalmádena,Torremolinos, Betanzos, Gran Bilbao, Blanes, Lloret de Mar, Burgos, Cáceres, Castellón de la Plana, Benicasim, Ciudad Real, Costa Adeje, Córdoba, Cuenca, Elche, El Ejido, Ferrol, Gerona, Getafe, Gijón, Granada, Huelva, Huesca, Ibiza, Jaén, Jerez de la Frontera, La Coruña, Las Palmas de Gran Canaria, León, Lérida, Linares, Logroño, Lugo, área metropolitana de Madrid, Manresa, Marbella, Mérida, Murcia, Molina de Segura, Orense, Oropesa del Mar, Oviedo, Palma de Mallorca, Pamplona, Ponferrada, Pontevedra, Puntallana, Puerto de la Cruz,Puertollano, Roquetas de Mar, Salamanca, San Sebastián, Santander, Torrelavega, Santa Cruz de Tenerife, Santiago de Compostela, Segovia, Sevilla, Dos Hermanas, Tarragona, Reus, Toledo, área metropolitana de Valencia, Valladolid, Vigo, Villarreal, Villaverde, Vitoria, Zamora, Zaragoza, Figueras, Mataró, Badalona, Sabadell, Tarrasa, Granollers, Vich, Martorell, Málaga, Hospitalet de Llobregat, Castelldefels |
| Bandera de Estados Unidos       | Anniston, Auburn, Birmingham, Dothan, Mobile, Opelika, Tuscaloosa, Phoenix, Prescott, Tucson, Jonesboro, Little Rock, Pine Bluff, Fort Smith, Anaheim, Barstow, Berkeley, Cathedral City, Chico, Corona, Crestline, Delano, Desert Hot Springs, Elk Grove, Escondido, Fremont, Fresno, Hanford, Hayward, Healdsburg, Helendale, Indio, Lodi, Los Ángeles, Long Beach, Madera, Merced, Modesto, Oakland, Ojai, Oroville, Palm Springs, Redding, Sacramento, San Diego, San Francisco, San José, San Rafael, Santa Ana, Santa Cruz, Stockton, Twentynine Palms, Yuba City, Hartford, Middletown, Windsor Locks, New Britain, Colorado Springs, Denver, Grand Junction, Boulder, Miami, Ocala, Orlando, Tampa, Tallahassee, Georgia, Athens, Atlanta, Columbus, Dalton, Macon, Rome, Warner Robins, Idaho Falls, Pocatello, Twin Falls, Bloomington, Chicago, Danville, Kankakee, Anderson, Bloomington, Fort Wayne, Indianápolis, Evansville, Kokomo, Lafayette, Michigan City, Plainfield, Terre Haute, Dubuque, Sioux City, Ames, Waterloo, Cedar Falls, Lawrence, Topeka, Wichita, Bowling Green, Louisville, Owensboro, Baton Rouge, Nueva Orleans, Boston, Hyannis, Bangor, Lewiston, Portland, Bay City, Battle Creek, Detroit, Flint, Grand Rapids, Holland, Kalamazoo, Jefferson City, Kansas City, St Louis, Springfield, Duluth, Mankato, St. Cloud, Jackson, Billings, Bozeman, Great Falls, Missoula, Lincoln, Omaha, Boulder City, Las Vegas, Reno, Concord, Mánchester, Bayonne, Hoboken, Jersey City, Newark, Union City, Albuquerque, Farmington, Las Cruces, Albany, Búfalo, Ithaca, Nueva York, Utica, Rochester, Charlotte, Raleigh, Bismarck, Grand Forks, Cincinnati, Cleveland, Mansfield, Lawton, Portland, Bend, Erie, Filadelfia, Pittsburgh, Chattanooga, Austin, Dallas, El Paso, Houston, Killeen, Odessa, San Angelo, San Antonio, Victoria, Columbia, Greenville, Monte Rushmore, Rapid City, Bryce Canyon National Park, Logan, St George, Salt Lake City, Burlington, Danville, Harrisonburg, Lynchburg, Portsmouth, Richmond, Roanoke, Staunton, Waynesboro, Norfolk, Longview, Seattle, Spokane, Beaver Dam, Cedarburg, Eau Claire, Fond du Lac, Janesville, La Crosse, Manitowoc, Port Washington, Racine, Sheboygan, West Bend, Casper, Cheyenne. |
| Bandera de Filipinas            | Cebú, Dávao |
| Bandera de Finlandia            | Helsinki, Jyväskylä, Kuopio, Oulu, Pori, Tampere, Turku |
| Bandera de Francia              | Albi, Aix-en-Provence, Amiens, Angers, Angulema, Annecy, Annecy-le-Vieux, Auxerre, Aviñón, Bayona, Beauvais, Besanzón, Béziers, Blois, Bourges, Burdeos, Caen, Calais, Cannes, Carcasona, Cholet, Clermont-Ferrand, Croissy-sur-Seine, Colmar, Deauville, Dinard, Dijon, Dunkerque, El Havre, Estrasburgo, Grenoble, Juvignac, La Rochela, Le Mans, Lille, Limoges, Lyon, Lourdes, Marcoussis, Marsella, Metz, Montpellier, Mulhouse, Nancy, Nantes, Narbona, Nimes, Niort, Niza, Orleans, París, Pau, Perpiñán, Poitiers, Quimper, Reims, Rennes, Ruan, Saint-Cyr-sur-Mer, Saint-Denis, Saint Etienne, Saint Malo, Saint Nazaire, San Quintín, Tarbes, Toulouse, Tours, Tourrettes, Troyes, Valence, Vannes, Versalles, Villeneuve d'Ascq, Hyères, La Seyne-sur-Mer, Tolón, La Valette-du-Var, Aubagne, Saint-Raphaël, Six-Fours-les-Plages, Vitrolles, Châteauroux |
| Bandera de Gibraltar            | Gibraltar |
| Bandera de Grecia               | Heraclión, Ioánina, Larisa, Meteora, Miconos, Naxos, Patras, Rodas, Salónica, Santorini, Atenas, Heliópolis, Olimpo |
| Bandera de Hungría              | Budapest, Debrecen, Dunaújváros, Kecskemét, Miskolc, Nyiregyhaza, Pécs, Szeged, Székesfehérvár, Szolnok, Szombathely |
| Bandera de Italia               | Albano Laziale, Ancona, Andria, Anzio, Aosta, Arezzo, Bari, Barletta, Benevento, Bérgamo, Bitonto, Bolonia, Bolzano, Brindisi, Brescia, Cáller,Campobasso, Caserta, Catania, Catanzaro, Chieti, Concesio, Cosenza,Crotona, Cuneo, Desio, Fano, Ferrera, Frascati, Foggia, Foligno, Forlì, Génova, Grottaferrata, L'Aquila, Lamezia Terme, Latina, Lecce, Livorno, Lucca, Marsala, Matera, Mesina, Mestre, Milán, Módena, Monza, Nápoles, Nettuno, Nuoro, Orio al Serio, Oristán, Padua, Palermo, Parma, Pavía, Perusa, Pescara, Pistoya, Prato, Pomezia, Pompeya, Pordenone, Potenza, Prato, Regio de Calabria, Reggio Emilia, Rímini, Rocca di Papa, Roma, Rovigo, Rubano, Sácer, Salerno, San Lazzaro di Savena, San Remo, Savona, Seregno, Sesto San Giovanni, Siena, Siracusa, Sorrento, Téramo, Terni, Trento, Treviso, Turín, Údine, Varese, Venecia, Venegono Superiore, Vicenza, Viterbo |
| Bandera de Irlanda              | Athlone, Cork, Dublín, Dundalk, Kilkenny, Tralee |
| Bandera de Islandia             | Alftanes, Reikiavik, Kópavogur, Hafnarfjörður |
| Bandera de Japón                | Kiyose, Higashikurume, Nishitōkyō, Koganei, Fuchū, Chōfu, Mitaka, Musashino, Suginami, Nakano, Nerima, Toshima, Itabashi, Adachi, Katsushika, Edogawa, Sumida, Arakawa, Taitō, Bunkyō, Chiyoda, Chūō, Kōtō, Ōta, Shinagawa, Meguro, Shibuya, Minato, Shinjuku, Aizuwakamatsu, Akita, Aomori, Asahikawa, Atami, Fukui, Fukuoka, Gobo, Hachinohe, Hakodate, Hamamatsu, Hashima, Hanamaki, Hikone, Himeji, Hiroshima, Kashima, Kanazawa, Kagoshima, Kirishima, Kioto, Kitakyushu, Kitami, Kōriyama, Kōchi, Kōfu, Kure, Kushiro, Iida, Iizuka, Imabari, Isahaya, Ise, Ishioka, Itō, Maebashi, Matsue, Matsuyama, Mishima, Mito, Miyazaki, Miyazu, Monte Fuji, Monte Zaō, Morioka, Nagano, Nagasaki, Nagoya, Naha, Niigata, Ōita, Okayama, Osaka, Ōshū, Ōshima, Sakaiminato, Saitama, Sapporo, Sasebo, Sendai, Shizuoka, Tamano, Takamatsu, Takasaki, Tokushima, Tokio, Tomioka, Toyohashi, Tsu, Ueda, Utsunomiya, Wakayama, Yamagata, Yamaguchi, Yokohama, Yokkaichi, Yokote, Yonezawa, Bunkyo, Yayoi, Hakusan, Nagatacho, Otemachi, Marunouchi, Akihabara, Ginza, Nihonbashi, Itabashi, Kita, Koto, Meguro, Minato, Odaiba, Roppongi, Aoyama, Nakano, Nerima, Oizumi, Ota Tamagawa, Shibuya, Harajuku, Shinagawa, Oimachi, Shinjuku, Ichigaya, Ikebukuro, Senkawa, Sugamo, Komagome, Ueno, Asakusa, Rifu, Setagaya, Komae, Inagi, Machida, Tama, Hino, Akishima, Hachiōji, Hinohara, Okutama, Hinode, Ōme, Mizuho, Hamura, Akiruno, Fussa, Musashimurayama, Tachikawa, Kunitachi, Kokubunji, Kodaira, Higashiyamato, Higashimurayama, Tōgane, Fukuyama, Munakata, Higashihiroshima, Toyama, Izumo, Nikkō |
| Bandera de Hong Kong            | Isla de Hong Kong, Sham Shui Po, Kowloon, Kwun Tong, Wong Tai Sin, Yau Tsim Mong, Kwai Tsing, Sai Kung, Sha Tin, Tai Po, Tsuen Wan, Tuen Mun, Yuen Long, Estadio Hong Kong |
| Bandera de Kosovo               | Pristina |
| Bandera de Lituania             | Alytus, Kaunas, Panevezys, Siauliai, Telsiai, Vilna |
| Bandera de Luxemburgo           | Luxemburgo |
| Bandera de Macao                | Macao |
| Bandera de Malta                | Isla de Gozo, Attard, Balzan, Birgu, Birkirkara, Birżebbuġa, Bormla, Dingli, Fgura, Floriana, Gudja, Gżira, Għargħur, Għaxaq, Ħamrun, Iklin, Isla, Kalkara, Kirkop, Lija, Luqa, Marsa, Marsaskala,Marsaxlokk, Mdina Mellieħa, Mġarr, Mosta, Mqabba, Msida, Mtarfa, Naxxar, Paola, Pembroke, Pietà, Qormi, Qrendi, Rabat, Safi, San Ġiljan, San Ġwann, Santa Luċija, San Pawl il-Baħar,Santa Venera,Siġġiewi, Sliema, Swieqi, Ta' Xbiex, Tarxien, La Valeta, Xgħajra, Żabbar, Żebbuġ, Żejtun, Żurrieq, Fontana, Għajnsielem, Għarb, Għasri,Kerċem, Munxar, Nadur,Qala, San Lawrenz, Sannat, Victoria/Rabat, Xagħra, Xewkija, Żebbuġ |
| Bandera de Malasia              | Ipoh, Klang, Sungai Petani, Kuala Lumpur |
| Bandera de México               | Acapulco de Juárez, Cabo San Lucas, Cancún, Ciudad Juárez, Ciudad de México, Ensenada, Guadalajara, La Paz, León, Mazatlán, Mérida, Mexicali, Monterrey, Morelia, Puebla de Zaragoza, Puerto Vallarta, San Luis Potosí, Santiago de Querétaro, Tijuana, Toluca de Lerdo, Torreón, Álvaro Obregón, Azcapotzalco, Benito Juárez, Coyoacán, Cuajimalpa de Morelos, Cuauhtémoc, Gustavo A. Madero, Iztacalco, Iztapalapa, Magdalena Contreras, Miguel Hidalgo, Milpa Alta, Tláhuac, Tlalpan, Venustiano Carranza, Xochimilco |
| Bandera de Mónaco               | Mónaco |
| Bandera de Montenegro           | Podgorica |
| Bandera de Noruega              | Ålesund, Bergen, Fredrikstad, Haugesund, Kristiansand, Lillehammer, Molde, Oslo, Stavanger, Trondheim |
| Bandera de Nueva Zelanda        | Auckland, Christchurch, Wellington |
| Bandera de los Países Bajos     | Alkmaar, Ámsterdam, Arnhem, Breda, Bolduque, Delft, Dordrecht, Eindhoven, Enschede, Flesinga, Groninga, La Haya, Leeuwarden, Maastricht, Midelburgo, Nimega, Róterdam, Tilburgo, Utrecht, Emmen |
| Bandera de Portugal             | Albufeira, Beja, Braga, Caldas da Rainha, Cascaes, Coímbra, Évora, Faro, Leiría, Lisboa, Óbidos, Oporto, Portimao, Santarén, Setúbal, Sines, Torres Vedras |
| Bandera de Polonia              | Breslavia, Bydgoszcz, Cracovia, Gdansk, Gdynia, Kalisz, Katowice, Koszalin, Łódź, Lublin, Olsztyn, Poznań, Rzeszów, Szczecin, Varsovia |
| Bandera de Puerto Rico          | Aguadilla, Arecibo, Mayagüez, Ponce, San Juan |
| Bandera de República Checa      | Brno, České Budějovice, Liberec, Olomouc, Ostrava, Pardubice, Pilsen, Praga, Zlin |
| Bandera de Rumania              | Bucarest, Brașov, Cluj-Napoca, Constanza, Giurgiu, Iași, Sibiu, Timișoara |
| Bandera del Reino Unido         | Bath, Belfast, Betley, Birmingham, Blackburn, Blackpool, Bolton, Bournemouth, Bradford, Brighton, Brighton & Hove,Bristol, Cambridge, Camden, Canterbury, Cardiff, Chelmsford, Cheltenham, Colchester, Coventry, Derby, Derry, Dumfries, Dundee, Ealing, Edimburgo, Exeter, Gateshead, Glasgow, Gloucester, Greenwich, Guildford, Hastings, Haringey, Harrow, Ipswich, Kingston upon Hull, Leeds, Leicester, Lincoln, Liverpool, Londres, Luton, Maidstone, Mánchester, Middlesbrough, Newcastle upon Tyne, Norwich, Nottingham, Oxford, Peterborough, Plymouth, Portland Bill, Portsmouth, Reading, Redbridge, Saint Andrews, Salford, Salisbury, Sheffield, Southampton, Stoke-on-Trent, Sunderland, Swansea, Swindon, Telford, Torquay, Waltham Forest, Wandsworth, Watford, Westminster, Weymouth, Wolverhampton, Worcester, York, Hampton Court, Kingston upon Thames |
| Bandera de San Marino           | Ciudad de San Marino |
| Bandera de Serbia               | Belgrado |
| Bandera de Singapur             | Singapur |
| Bandera de Suecia               | Borås, Gotemburgo, Helsingborg, Jönköping, Karlstad, Malmö, Norrköping, Örebro, Upsala, Västerås, Växjö, Estocolmo, Östermalm, Eskilstuna, Solna |
| Bandera de Sudáfrica            | Bloemfontein, Ciudad del Cabo, Durban, East London, Johannesburgo, Newcastle, Puerto Elizabeth, Pretoria, Rustenburg, Uitenhage, Centurion, Krugersdorp |
| Bandera de Suiza                | Basilea, Berna, Biel, Ginebra, Lausana, Lucerna, Lugano, Neuchatel, Nyon, San Galo, Sion, Thun, Winterthur, Zúrich |
| Bandera de Túnez                | Sfax, Túnez |

### Países con ciertos edificios disponibles
Estos edificios 3D solo están disponibles en la versión de Google Earth Pro.
| País                                  | Edificios |
| ------------------------------------- | --- |
| Bandera de Egipto                     | Necrópolis de Guiza |
| Bandera de Emiratos Árabes Unidos     | Dubai Mall, Mall of the Emirates, Burj Khalifa, Burj Al Arab, Dubai Marina |
| Bandera de Corea del Sur              | Jamsil Arena, Estadio de Béisbol de Jamsil, Estadio Mundialista de Seúl, Seúl |
| Bandera de Costa Rica                 | Museo Nacional de Costa Rica, Teatro Nacional de Costa Rica, Estadio Nacional de Costa Rica, Catedral metropolitana de San José, Banco Nacional de Costa Rica |
| Bandera de Bolivia                    | Estadio Hernando Siles, Estadio Olímpico Patria |
| Bandera de Venezuela                  | Estadio Olímpico de la Universidad Central de Venezuela, Estadio José Antonio Anzoátegui, Estadio Agustín Tovar, Estadio Cachamay, Estadio Metropolitano de Lara, Polideportivo de Pueblo Nuevo, Estadio José Encarnación Romero, Gimnasio Pedro Elías Belisario Aponte, Estadio Luis Aparicio El Grande |
| Bandera de Kirguistán                 | Torre de Burana, Museo de Historia del Estado de Kirguistán en Biskek |
| Bandera de Ecuador                    | Estadio Olímpico Atahualpa, Estadio Rodrigo Paz Delgado, Estadio Monumental Isidro Romero Carbo |
| Bandera de Camboya                    | Angkor Wat, Templo Bayón, Templo Baphuon |
| Bandera de Colombia                   | Estadio Nemesio Camacho El Campín, Iglesia de San Francisco, Banco de la República, Sede Contraloría General de la República, Biblioteca Nacional de Colombia, Edificio Covinoc, Torre Colpatria, Plaza de toros de Santamaría, Museo Nacional de Colombia, Coliseo Cubierto El Campín, Edificio Pedro A. López, Estadio Metropolitano Roberto Meléndez, Estadio Atanasio Girardot, Estadio Palogrande, Estadio Hernán Ramírez Villegas |
| Bandera de Perú                       | Machu Picchu, Estadio Nacional del Perú, Estadio Alejandro Villanueva, Estadio Monumental |
| Bandera de Uruguay                    | Hospital de Clínicas "Dr. Manuel Quintela", Estadio Centenario, Estadio Gran Parque Central |
| Bandera de Guatemala                  | Centro Cultural Miguel Ángel Asturias, Banco de Guatemala, Palacio Nacional de la Cultura |
| Bandera de Ghana                      | Estadio Ohene Djan, Arco de la Independencia |
| Bandera de Senegal                    | Catedral de Nuestra Señora de las Victorias, Banque Centrale des Etat de l'Afrique de l'Ouest, Building Administratif de Dakar |
| Bandera de Nigeria                    | Mezquita Nacional de Abuya, Estadio Nacional de Abuya |
| Bandera de Kenia                      | Kenyatta International Conference Centre, New Central Bank Tower |
| Bandera de Bangladés                  | Jatiyo Sangsad Bhaban |
| Bandera de Paraguay                   | Estadio Defensores del Chaco, Estadio General Pablo Rojas, Estadio Antonio Aranda, Estadio Feliciano Cáceres, Estadio Río Parapití |
| Bandera de la República Popular China | Estadio Nacional de Pekín, Gran Muralla China, Estadio de Shanghái, Estadio Olímpico de Shenyang, Estadio Olímpico de Tianjin, Aeropuerto Internacional de Pekín-Capital, Estadio de los Trabajadores, Estadio Tianhe, Kunming Tuodong Sports Center |

## Alternativas
- Marble, aplicación geográfica liberada bajo la licencia libre LGPL, desarrollada por KDE y la comunidad del software libre.
- World Wind, de la NASA, es un programa similar. El programa y las imágenes que muestran son de licencia libre.
- Bing Maps, de Microsoft no posee una cobertura tan amplia como Google Earth, pero propone una resolución mucho más detallada en ciudades, utilizando el zoom bird eye.
- Google Maps, alternativa gratuita a Google Earth.

## Simulador de vuelo de Google Earth
Google Earth ofrece esta herramienta, que combina elementos pedagógicos y netamente lúdicos, y que posibilita efectuar simulaciones de navegación aérea con notable fidelidad.
El usuario que efectúa vuelos con esta prestación debe tener en cuenta las siguientes recomendaciones, a fin de convertir su juego en algo didáctico y placentero:
- Conviene efectuar los primeros vuelos con el modelo SR-22 que el sistema proporciona.

- También es aconsejable que los primeros aterrizajes sean ensayados con el modelo SR 22. Su baja velocidad de crucero y su fácil maniobrabilidad lo hacen muy apto para practicar correctamente la llegada a la pista.

- Conviene que conduzca el avión utilizando las flechas de dirección oprimiendo simultáneamente la tecla Shift. Si no activa esa tecla al darle dirección a la nave, esta comenzaría a inclinarse a izquierda y derecha y si el usuario no tiene mucha destreza, ya no podrá nivelarlo.

- Aunque no es imprescindible que pida al sistema que muestre los nombres de las ciudades o de los ríos, sí conviene que el usuario utilice la brújula que Google Earth proporciona. También es recomendable que tome nota de la latitud y la longitud exactas del destino al que se dirige, porque es muy fácil perder noción de la trayectoria que se lleva.

Finalmente, para el aterrizaje conviene tener presentes estas indicaciones:
- Además de tomar todas las precauciones que indica el manual, la velocidad ideal para llegar a la pista oscila, para el SR-22, entre 70 y 160 mph, y, para el Viper, en un amplio espectro que registra aterrizajes exitosos tanto a 130 mph como a 200 mph.

- Como se trata de una maniobra complicada, el sistema reconoce el aterrizaje como exitoso aunque el avión se salga de la línea de la pista o incluso llegue hasta la zona exterior del aeropuerto.

- El simulador permite aterrizajes en cualquier ruta o cualquier campo, siempre y cuando presenten una superficie sin oscilaciones y la maniobra se efectúe adecuadamente.

- El SR-22 estabiliza el fuselaje por sí solo, pero el Viper necesita ser conducido por un usuario que estabilice el fuselaje cuando el avión inicia el descenso final, porque de lo contrario, el impacto sobre el piso es tan fuerte que el Google Earth registra la maniobra como un accidente e interrumpe automáticamente la sesión. La mejor manera de estabilizar el fuselaje es, por un lado, mantener la tecla shift activada y presionar suavemente las flechas arriba o abajo: otra opción es, cuando la pista se encuentra a unos 600 metros, aplicar velocidad al avión para que levante su morro y acomode mejor el tren de aterrizaje, para luego volver a disminuir la velocidad. Tomando en cuenta estas precauciones, las posibilidades de un aterrizaje fallido son mínimas.

- Aunque los usuarios avanzados aterrizan el avión sin importar desde qué ángulo se aproximan a la pista, es recomendable que el principiante tome correcta nota de la latitud y longitud del aeropuerto y que arbitre todos los medios para acomodar, con la mayor anticipación posible, la nave en el meridiano - o paralelo - que corresponda. De esa manera, en el arribo final, podrá concentrarse en la estabilidad y frenado paulatino del Viper sin necesidad de estar pendiente del posicionamiento final de la aeronave. En el caso de que se no cuente con esa posibilidad, hay que tener en cuenta que, cuanto más rápido avanza el avión, más fácil es acomodarlo a la trayectoria de la pista. Iniciado el aterrizaje, deberá ser adecuadamente desacelerado a fin de evitar el despiste.

- Y si fuese poco, los dos aviones pueden ir incluso bajo el agua de los océanos como un submarino. Allí se puede ver las colinas que están bajo el agua o si no volcanes marinos etc.

## Controversia con Terra Vision
Google sostiene que el programa fue creado bajo el nombre de EarthViewer 3D por la compañía Keyhole Inc, financiada por la Agencia Central de Inteligencia. La compañía fue comprada por Google en 2004 absorbiendo la aplicación. En 2014, la empresa ART+COM acusó a Google de plagio por haber robado la patente del algoritmo de Terra Vision, un programa creado en 1995 por un grupo de programadores en Berlín, Alemania. La serie de Netflix "The Billion Dollar Code"  toma esta demanda como base.